# Самарра
Самарра́ (араб. سامراء) — місто в Іраку, на східному березі річки Тигр, за 125 км на північ від Багдада. Станом на 2002 рік, його населення становило 201 700 жителів. Місто простягається на 41,5 км уздовж берега Тигру; з півночі, сходу та півдня замість стін його захищають стародавні іригаційні канали. Назва Самарри походить від арабської фрази, що означає «радість наглядачеві».
Наступник аль-Мутасіма, халіф Аль-Васік спорудив у Самаррі Велику Мечеть Аль-Аскарі з її знаменитим мінаретом у вигляді спіралі висотою 52 м і шириною 33 м. На той момент це було найбільшою спорудою ісламського світу. Від столиці халіфату збереглася в більш-менш пошкодженому вигляді величезна кількість пам'ятників, включаючи два палаци, площею 125 і 211 га, — найбільші палацові споруди в історії ісламської архітектури.
Архітектурні пам'ятники епохи Аббасидів (руїни сорока двох палаців, чотири соборні мечеті, мавзолей трьох халіфів, останки покинутого північного міста у формі восьмикутника) є об'єктами Світової спадщини ЮНЕСКО. Лише деякі з них були об'єктами розкопок, початок яким поклали німецькі археологи в 1911 році.

## Персоналії
- Аль-Мутеваккіль (822—861) — 10-й володар багдадського халіфату в 847—861 роках
- Мухаммад аль-Мугтаді (833—870) — 14-й володар Багдадського халіфату в 869—870 роках
- Ахмад аль-Мустаїн (836—866) — 12-й володар Багдадського халіфату в 862—866 роках
- Мухаммад аль-Мунтасір (837—862) — 11-й володар Багдадського халіфату в 861—862 роках
- Аль-Муваффак (842—891) — політичний та військовий діяч, фактичний володар Багдадського халіфату
- Ахмад аль-Мутамід (842—892) — 15-й володар Багдадського халіфату в 870—892 роках
- Ахмад аль-Мутамід (845—892) — 15-й володар Багдадського халіфату в 870—892 роках
- Зубайр аль-Мутазз (847—869) — 13-й володар Багдадського халіфату в 866—869 роках
- Абдаллах ібн аль-Мутаззім (861—908) — багдадський халіф з династії Аббасидів, поет і філолог
- Хумаравейх ібн-Ахмед (864—896) — емір Єгипту та Сирії у 884—896 роках.